# Hits 1997 bis 2007
Hits 1997 bis 2007 ist das zweite Best-Of-Album des deutschen Sängers Stefan Stoppok und erschien 2007 bei GrundSound.

## Titelliste
1. Willie und Gerd – 3:42
2. Sei nicht sauer – 4:08
3. Leise – 4:56
4. Feine Idee – 3:30
5. Mülldeponie – 4:10
6. Viel zu schön – 5:16
7. Jede Stunde – 4:08
8. Fan von – 3:32
9. Tanz – 4:29
10. In 25 Jahren – 5:10
11. Scheisse am Schuh – 4:00
12. Heut´ Nacht – 3:30
13. Nach New York geflogen – 3:29
14. Auf die Glocke – 4:33
15. Learning by Burning – 4:27
16. Dein Glück – 6:25
17. Wat – 3:54